# Danzante de Pujilí
El Danzante es el personaje principal en la Octava del Corpus Christi, una celebración ecuatoriana tradicional de Pujilí, un cantón de Cotopaxi ubicado a 10 km al occidente de Latacunga. Se la celebra el tercer sábado de junio, en el solsticio de verano

## Historia
Desde la época precolombina la ceremonia o baile de los danzantes se realizaba con el fin de agradar a sus dioses o pedir favores a través de sus sacerdotes.Este hecho se evidencia en la presencia de varias figuras, profusamente decoradas, de personajes similares a los actuales danzantes de Corpus, que fueron elaboradas por las diferentes culturas precolombinas, como la cultura Jama Coaque (350 a.C – 1533 d.C) que pertenece al período de Integración ecuatoriano. Durante la época inca, las danzas se continuaron haciendo, pero en esta ocasión como parte de la fiesta de los raymis de los muertos, cosechas, entre otras. Desde sus inicios, este personaje perteneció a la élite incásica.

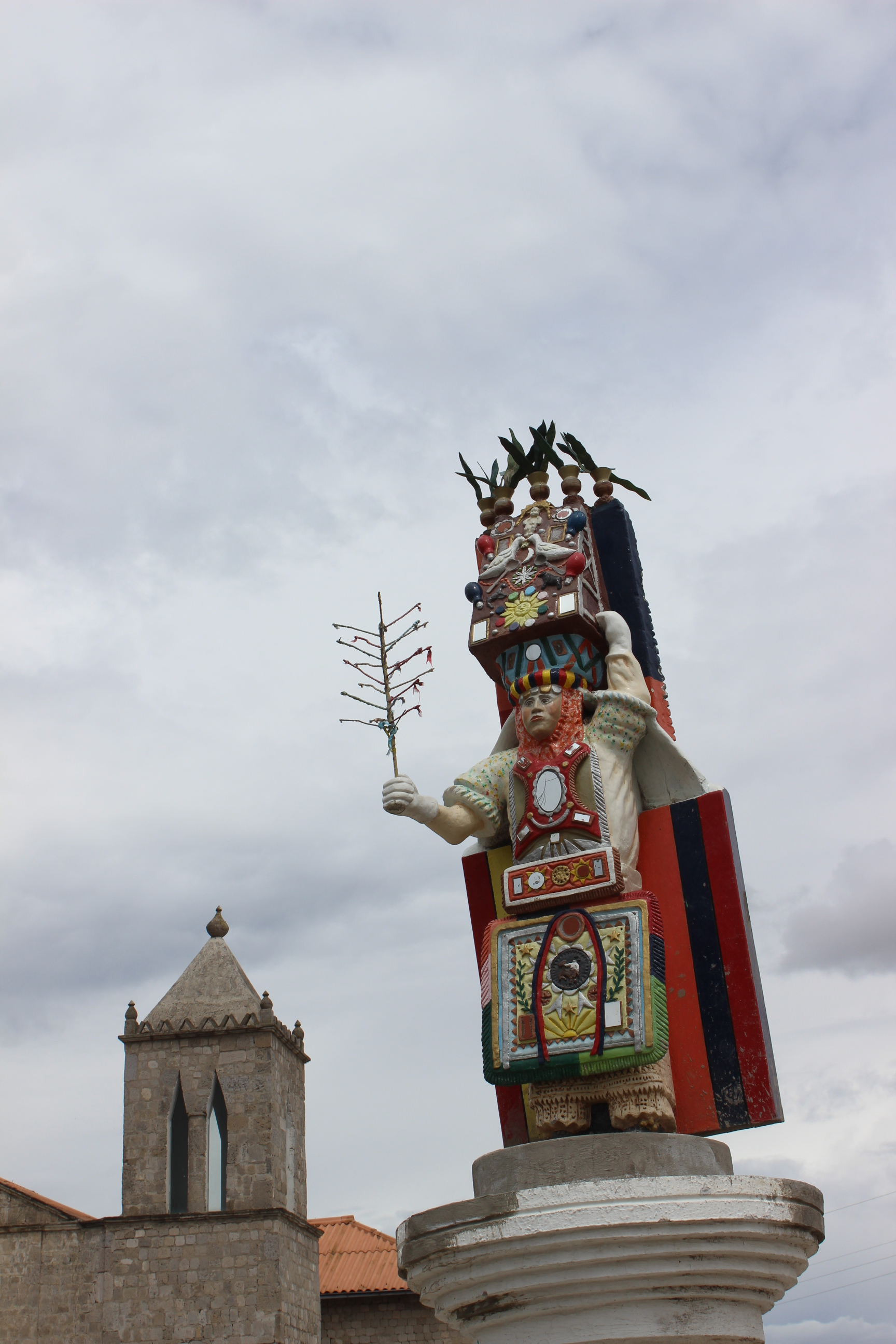
Danzante de Alpamalag de Acurios

Hugo Albán, experto en temas andinos y estudioso del danzante expresa que los sacerdotes no tenían esposa. “Eran castos y fornidos, porque bailaban ocho días antes y ocho días después. Con la llegada de los españoles cambiaron a la fiesta del Inti Raymi por Corpus Christi”. Con la conquista, las joyas en los atuendos fueron reemplazadas por bambalinas, tradición que aún se mantiene.

## Vestimenta

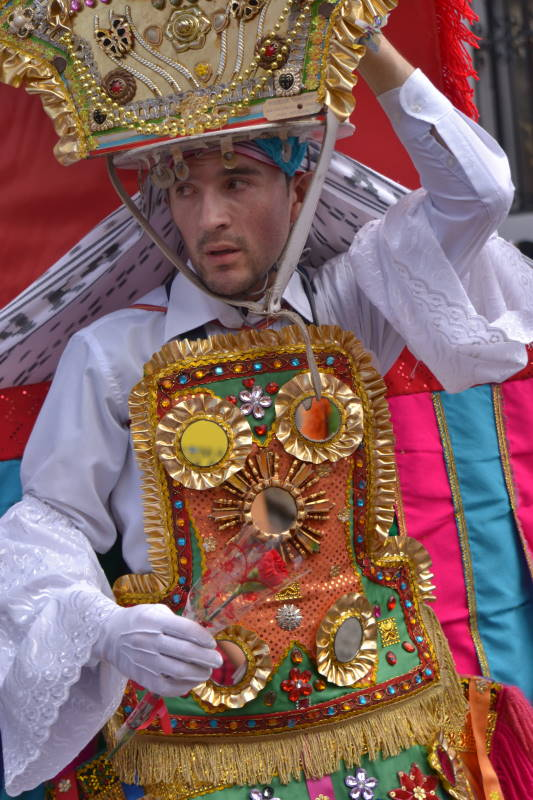
Vestimenta del danzante

Todo el traje consta de 12 piezas: cabezal, pechera, espaldares, enagua, pantalón, camisa, cinturón, mangas, cintas de colores, cascabeles, alfangue (una especie de vara con cintas de colores que se lleva en la mano) y la macana, que se utiliza en la cabeza para sujetar el cabezal. Esta prenda es la más llamativa de un danzante, está adornada por varios espejos, plumas de colores y joyas.
La vestimenta se compone del faldón y camisa de color blanco, la pechera que representa la chacana o cruz andina. Está adornada con monedas antiguas y bambalinas. Atrás va la banda con tela de siete telas de colores que representan al arco iris, en el cabezal sobresalen el sol y el plumaje de pavo real además está elaborado con madera de espino blanco que luego de un proceso puede darle la forma ovalada. posteriormente las partes son ajustadas con cauchos (soguillas elaboradas con cabuya) y es decorada con una tela de color amarillo y abundantes espejos
Todo el traje consta de 12 piezas: cabezal, pechera, espaldares, enagua, pantalón, camisa, cinturón, mangas, cintas de colores, cascabeles, alfangue (una especie de vara con cintas de colores que se lleva en la mano) y la macana, que se utiliza en la cabeza para sujetar el cabezal. Esta prenda es la más llamativa de un danzante, está adornada por varios espejos, plumas de colores y joyas.

## Baile
El danzante es un cóndor. Su ritmo pausado 
simula el vuelo del carroñero. Dos pasos aventados a la derecha, dos a la izquierda... Los brazos batientes. Las plumas en la corona y una amplia cola que cae hasta los talones completan la figura del ave en el cuerpo del bailarín. 
Se considera que el danzante es el baile del corazón, ya que su ritmo simula los latidos del corazón.

## La Mama Danza
Durante el baile el danzante es acompañado por una mujer que se la conoce como Mama Danza que viste con un atuendo peculiar durante las fiestas, mismo que se encuentra constituido por aretes de diferentes formas y colores que son confeccionados por cada una de ellas, en su cabello llevan binchas que reflejan la naturaleza, en la parte posterior del cabello cintas las cuales irradian los colores del arcoíris, así también en la espalda se plasma la cosecha y producción de la comunidad que se denomina cucayo, el pañuelo elaborado a base de ceda refleja la tranquilidad, el anaco mismo que muestra a la “pacha mama” o madre tierra posee bordados peculiares que destellan la flora de la misma, además esta indumentaria posee un pañuelon que cubre su anaco durante las labores diarias, en cuanto a la parte superior consta de una blusa y un anaco blanco que marcan la pureza de cada una de sus representaciones.